# Alvis
La Alvis è stata una casa automobilistica britannica specializzata nella produzione di vetture di lusso che è stata attiva a Coventry dal 1919 al 1967. Oltre alle automobili destinate al mercato civile, la Alvis produsse anche auto da competizione, motori aeronautici, autoblindo e vari tipi di mezzi corazzati. Nel 1965 perse la sua autonomia venendo acquistata dalla Rover che decise di far cessare, nel 1967, la produzione di automobili facendo continuare quella dei mezzi corazzati. La Alvis nel 1981 passò alla United Scientific Holdings plc e nel 2004 alla BAE Systems Land Systems, che decise di far terminare anche la produzione di mezzi corazzati.

## Storia

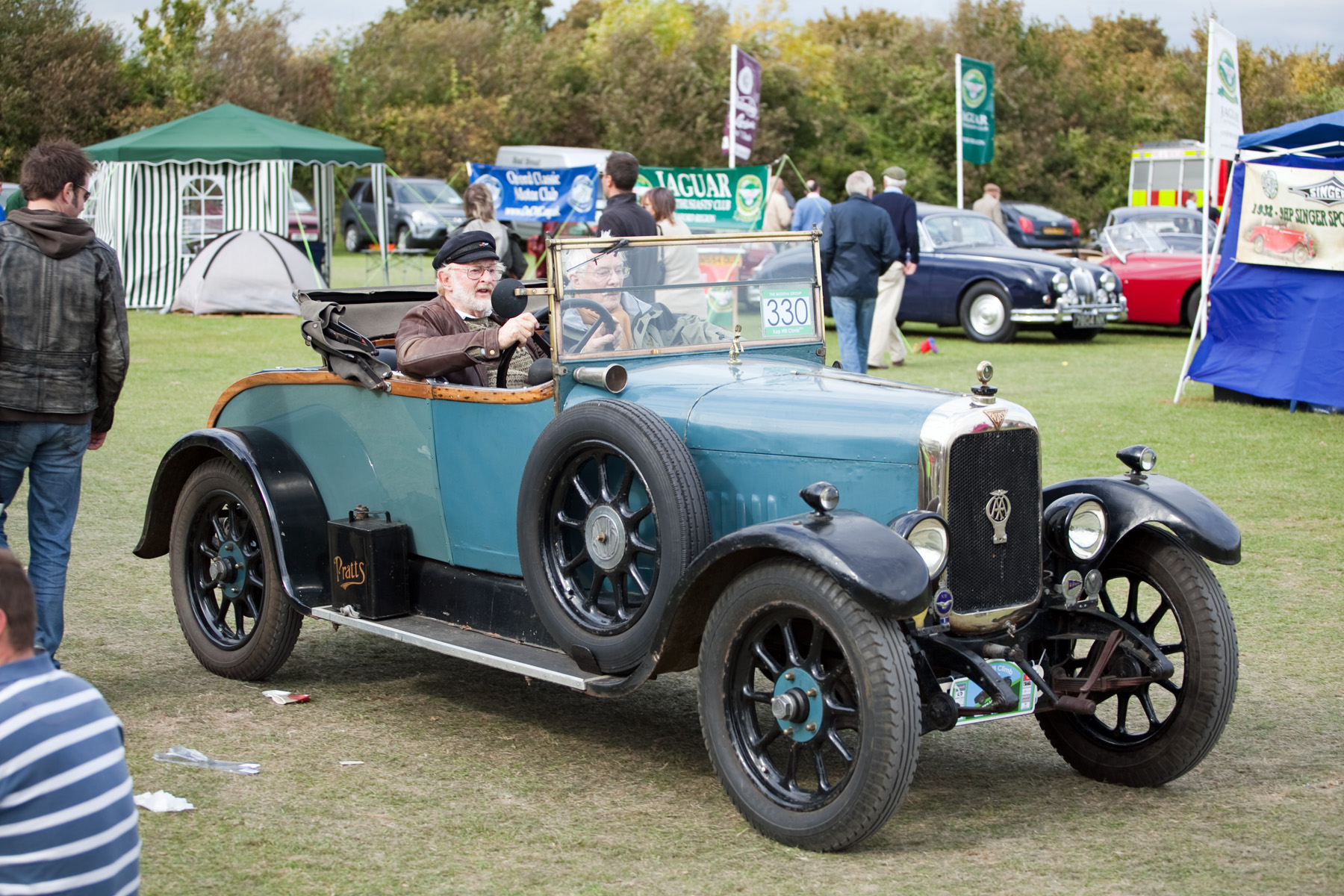
Una 12/40 del 1923

La casa viene fondata nel 1919 da Thomas George John. In quell'anno John rilevò la Holley Brothers, un'azienda di carburatori con sede a Coventry trasformandola in una azienda produttrice di automobili e motociclette. Venne cambiato anche il nome dell'azienda, che diventò T.G. John.
Nel 1921 Thomas George John cambiò il nome dell'azienda in Alvis Car and Engineering, poi mutato nel 1936 in Alvis. In seguito alle lamentele della compagnia aerea Avro, il cui logo presentava somiglianze con il triangolo verde alato della Alvis, quest'ultima decise di dotarsi di un nuovo logo, ora formato da un triangolo rosso invertito verso il basso, e non più verso l'alto, che incorporava il nome Alvis. L'ingegnere Geoffrey de Freville, nel frattempo assunto da Thomas George John, progettò il primo motore con marchio Alvis.

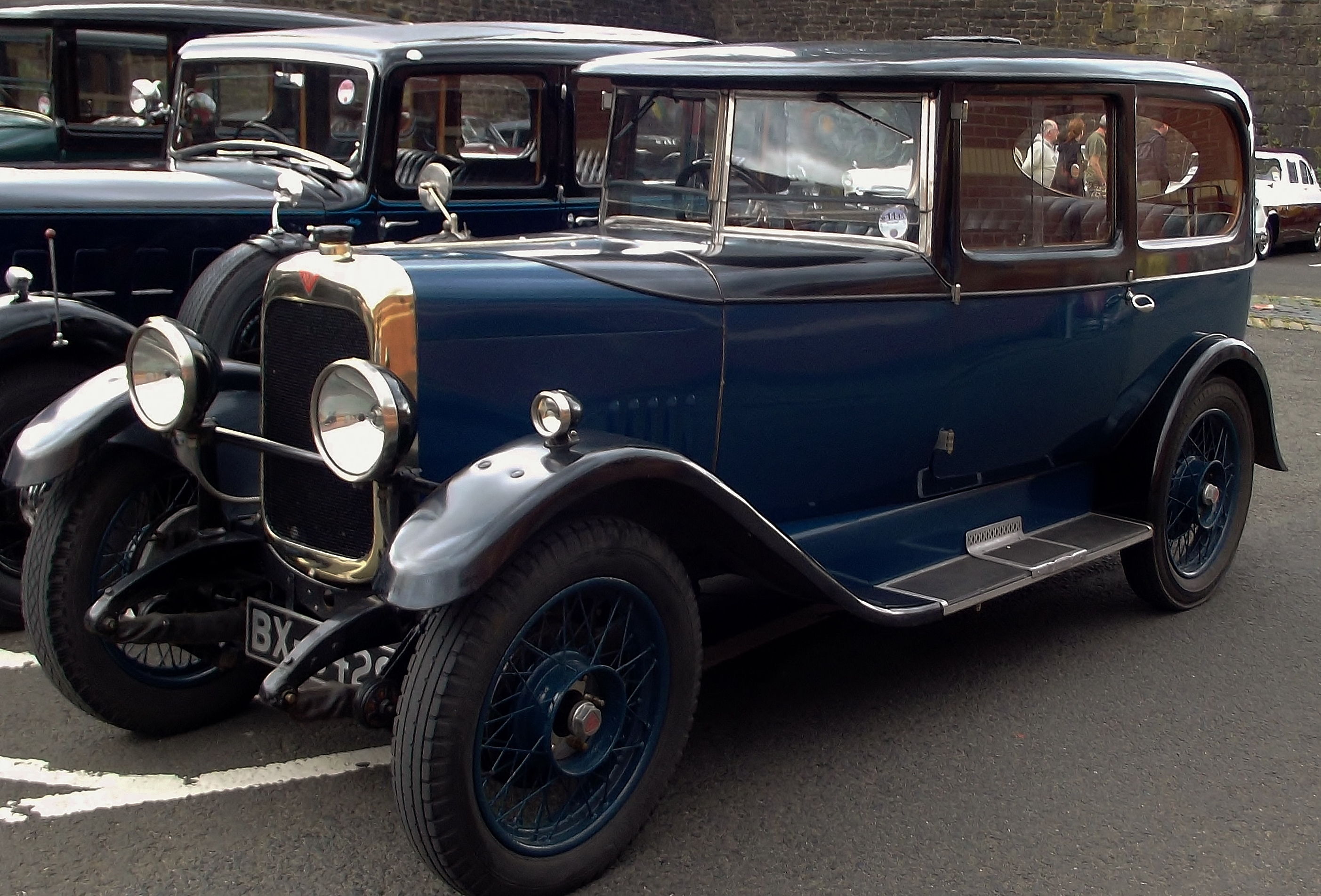
Una Alvis 12/50 del 1928

L'origine del nome Alvis è stata oggetto di molte speculazioni nel corso degli anni. Alcuni hanno suggerito che de Geoffrey de Freville abbia proposto il nome Alvis come un composto dei termini "alluminio" e "vis" (che significa "forza" in latino). Altra ipotesi vorrebbe che Alvis potrebbe essere stato derivato da Alvíss, nano della mitologia norrena. De Freville respinse tuttavia tutte queste teorie. Nel 1921 dichiarò espressamente che il nome non aveva alcun significato e che fu scelto perché poteva essere facilmente pronunciato in qualsiasi lingua. Ha ribadito questa posizione nei primi anni sessanta del XX secolo, affermando che qualsiasi altra spiegazione per la fonte del nome non fosse fondata.
Nel 1922 George Thomas Smith-Clarke passò dalla Daimler alla Alvis, dove ricoprì i ruoli di capo ingegnere e direttore di produzione. Insieme a Smith-Clarke, raggiunse la Alvis anche William Dunn, che lasciò anch'esso la Daimler per diventare capo disegnatore della Alvis. La collaborazione di Smith-Clarke e di Dunn con la Alvis, che è durata quasi 28 anni, è stata responsabile della produzione di alcuni dei prodotti di maggior successo nella storia dell'azienda britannica. Smith-Clarke lasciò la Alvis nel 1950 con Dunn che assunse la posizione di Smith-Clarke come ingegnere capo, rimanendo in Alvis fino al 1959.

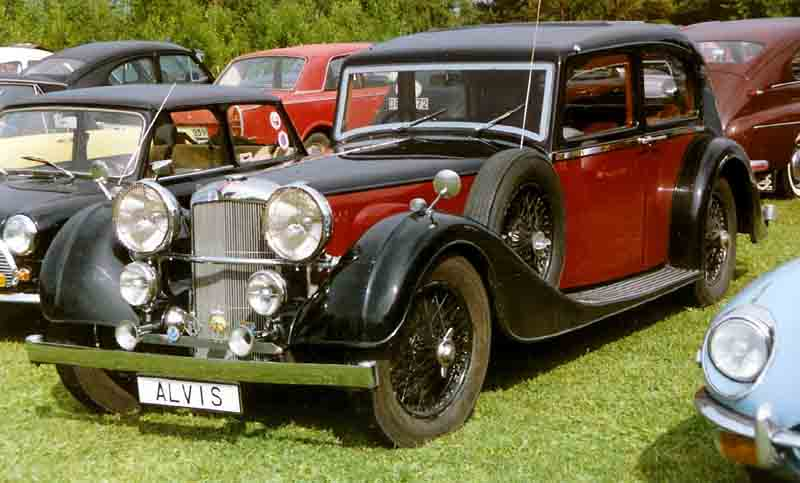
Una Alvis 4.3 litre del 1938

Il primo motore di De Freville fu un propulsore a quattro cilindri con pistoni in alluminio e lubrificazione a pressione, scelta tecnologica insolita per quei tempi. Il primo modello di auto che utilizzava il motore di De Freville fu la Alvis 10/30, modello che fu un successo immediato. La 10/30 diede alla Alvis una reputazione di produttrice di autovetture di qualità e di prestazioni elevate, per le quali l'azienda sarebbe diventata famosa negli anni successivi. Il motore della 10/30 fu migliorato, con la sua evoluzione che venne montata nel 1923 sulla Alvis 12/50, un'auto sportiva di grande successo che fu prodotta fino al 1932.
L'azienda subì una profonda crisi nel 1924 tanto che venne posta in amministrazione controllata, ma nel 1926 anche grazie ad un radicale rinnovamento della produzione, la crisi fu superata. Nel 1927 fu introdotta la Alvis 14/75, che aveva un motore a sei cilindri. Tale propulsore divenne la base per la lunga serie di lussuose auto con motore a sei cilindri prodotte fino allo scoppio della seconda guerra mondiale (1939). Tali modelli erano eleganti ed erano dotati di innovazioni tecnologiche. Nel 1933 sui modelli Alvis furono introdotte le sospensioni anteriori indipendenti e il cambio interamente sincronizzato, seguito da freni servoassistiti. Nel 1928 fu lanciata sul mercato la Alvis 12/75. Smith-Clarke progettò diversi modelli negli anni trenta e quaranta, tra cui la Alvis Speed 20 a sei cilindri, la Alvis Speed 25 e la Alvis 4.3 litre.

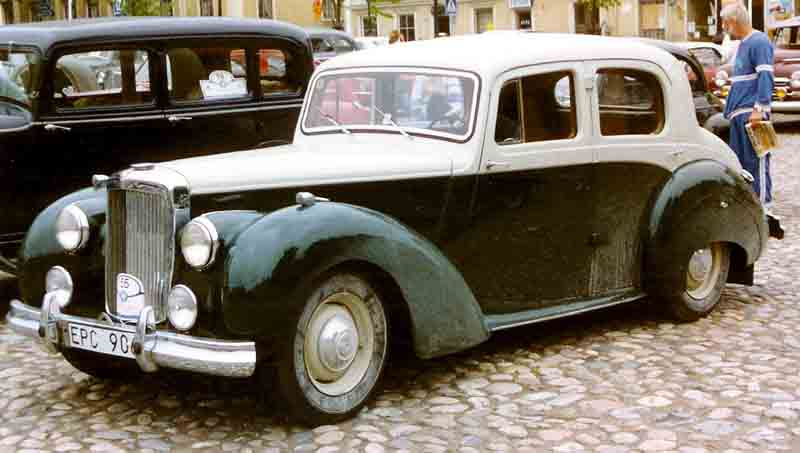
Una Alvis TA 21 del 1950

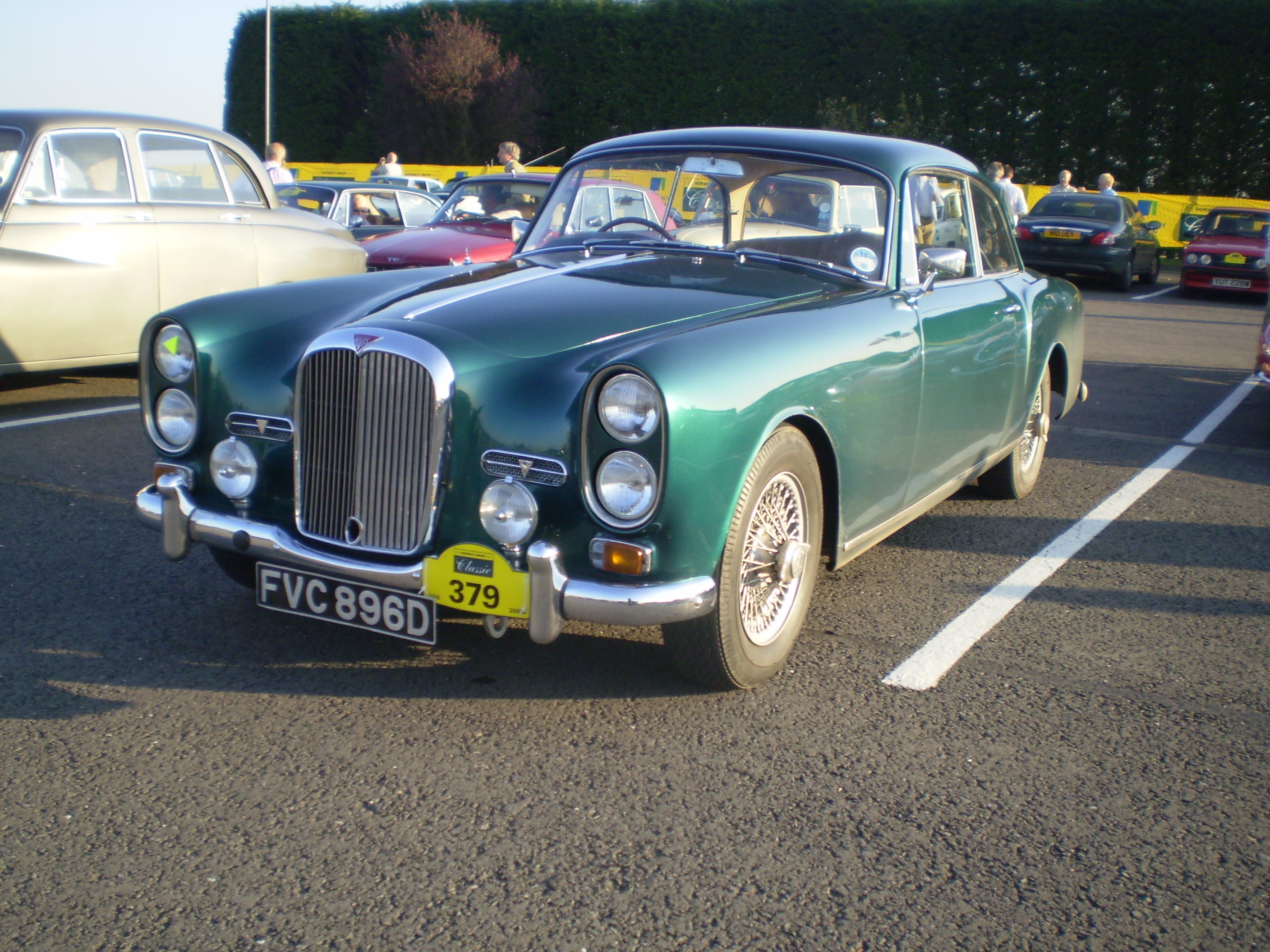
Alvis TF 21 del 1966

Durante la seconda guerra mondiale (1939-1945) la produzione automobilistica venne sospesa e l'azienda fu temporaneamente convertita alla produzione bellica realizzando motori aeronautici. Nel 1945, a guerra finita, ricominciò la produzione di auto, con la Alvis che si collocò nella stessa fascia di mercato della Aston Martin e della Bentley. Tra i collaboratori dell'Alvis ci fu anche Alec Issigonis, il progettista della Mini, che per la Alvis sviluppò un motore V8 di 3000 cm³ mai entrato in produzione. Dopo la fine della seconda guerra mondiale la Alvis inaugurò una serie di modelli con motore 3,0 litri a sei cilindri in linea, il primo dei quali fu la Alvis TA 21.
Similmente ad altri produttori britannici di auto di lusso, anche la Alvis produceva telai, motori e trasmissioni, mentre le carrozzerie venivano fornite da costruttori indipendenti. Per i modelli cabriolet, come per la Alvis TB 21, le carrozzerie erano realizzate dall'AP Metalcraft, mentre le carrozzerie chiuse, come quelle della TA 21, erano prodotte dalla Mulliner Park Ward. Alla Alvis TA 21 successe nel 1953 la Alvis TC 21, che differiva tecnicamente dalla TA 21 principalmente per la presenza di un motore più potente da 100 CV.
Il progetto della Alvis TA 350, una berlina tecnicamente ambiziosa con un corpo autoportante e con un motore a V a otto cilindri, che era stato sviluppato da Alec Issigonis nel 1952, dovette essere abbandonato senza mai entrare in produzione per motivi finanziari mentre era ancora in fase sperimentale. La direzione dell'azienda iniziò a considerare la cessazione permanente della produzione automobilistica nell'estate del 1955 per dedicarsi esclusivamente alla produzione di mezzi corazzati.
La Alvis riuscì poi a superare la crisi e nei successivi dieci anni la società raggiunse nuovamente un buon livello produttivo di automobili. Tuttavia, l'interesse per i modelli Alvis TD 21 e Alvis TE 21 fu scarso, e ciò causò nuovi problemi finanziari. Erano i motori il limite principale delle Alvis, con i suoi concorrenti che erano in grado di offrire sempre più potenza perché nel frattempo erano passati ai motori a otto cilindri. La Alvis, a causa dei citati problemi finanziari, non riuscì a stare al passo con i tempi.
Nel 1965 perse la sua autonomia venendo acquistata dalla Rover ed entrando nel gruppo British Leyland, che decise di far cessare, nel 1967, la produzione di automobili facendo continuare quella dei mezzi corazzati. La Alvis TF 21 è stato l'ultimo modello di autovettura prodotto con marchio Alvis.
Nel 1981 la Alvis fu rilevata da United Scientific Holdings plc, che nel 1992 cambiò la denominazione dell'azienda in Alvis plc. Nell'ottobre 2002 la Alvis plc acquistò la Vickers Defense Systems, appartenente alla Rolls-Royce, formando la Alvis-Vickers. Nel 2004 BAE Systems Land Systems ha rilevato la Alvis-Vickers, facendo terminare la produzione dei mezzi corazzati con marchio Alvis. La BAE Systems Land Systems detiene ancora oggi i diritti del marchio Alvis.

## Produzione automobilistica

### Modelli 1920–1940
| Modello          | Produzione | Cilindri / distribuzione | Cilindrata    | Potenza              | Immagine                                     |
| ---------------- | ---------- | ------------------------ | ------------- | -------------------- | -------------------------------------------- |
| 10/30            | 1920–1923  | 4 / sv                   | 1460 cm³      | 30 bhp (22 kW)       | Alvis 10/30                                  |
| 11/40            | 1921–1922  | 4 / sv                   | 1598 cm³      | 30 bhp (22 kW)       |                                              |
| 12/40            | 1922–1924  | 4 / sv                   | 1598 cm³      | 30 bhp (22 kW)       | Alvis 12/40                                  |
| 12/50 SA         | 1923–1924  | 4 / ohv                  | 1496 cm³      | 50 bhp (37 kW)       |                                              |
| 12/50 SB         | 1923–1924  | 4 / ohv                  | 1496 cm³      | 50 bhp (37 kW)       |                                              |
| 12/50 SC         | 1924–1925  | 4 / ohv                  | 1598 cm³      | 50 bhp (37 kW)       | Alvis 12/50 Sports                           |
| 12/50 SD         | 1927–1929  | 4 / ohv                  | 1496 cm³      | 50 bhp (37 kW)       | Alvis 12/50 Sportsman's Saloon.jpg           |
| 12/50 TE         | 1926       | 4 / ohv                  | 1645 cm³      | 50 bhp (37 kW)       |                                              |
| 12/50 TF         | 1926       | 4 / ohv                  | 1496 cm³      | 50 bhp (37 kW)       |                                              |
| 12/50 TG         | 1927–1929  | 4 / ohv                  | 1645 cm³      | 50 bhp (37 kW)       | Alvis 12/50                                  |
| 12/50 TH         | 1927–1928  | 4 / ohv                  | 1496 cm³      | 50 bhp (37 kW)       |                                              |
| 12/50 TJ         | 1930–1932  | 4 / ohv                  | 1645 cm³      | 50 bhp (37 kW)       |                                              |
| 12/60 TK         | 1931–1932  | 4 / ohv                  | 1645 cm³      | 52 bhp (38 kW)       | Alvis 12/60                                  |
| 12/60 TL         | 1932       | 4 / ohv                  | 1645 cm³      | 52 bhp (38 kW)       |                                              |
| Firefly          | 1932–1934  | 4 / ohv                  | 1496 cm³      | 50 bhp (37 kW)       | Alvis Firefly „12“/S.A. 11,9 sports 4-Seater |
| Firebird         | 1934–1936  | 4 / ohv                  | 1842 cm³      | 55 bhp (40 kW)       | Alvis Firebird Tourer                        |
| 12/70            | 1937–1940  | 4 / ohv                  | 1842 cm³      | 62,5 bhp (46 kW)     | Alvis 12/70                                  |
| FWD FA           | 1928–1929  | 4 / ohc                  | 1482 cm³      | 50–75 bhp (37–55 kW) | Alvis FWD Type FA                            |
| FWD FB           | 1928       | 4 / ohc                  | 1482 cm³      | 50–75 bhp (37–55 kW) |                                              |
| FWD FD           | 1928–1929  | 4 / ohc                  | 1482 cm³      | 50–75 bhp (37–55 kW) |                                              |
| FWD FE           | 1928–1929  | 4 / ohc                  | 1482 cm³      | 50–75 bhp (37–55 kW) |                                              |
| FWD 8/15         | 1929–1930  | 8 / dohc                 | 1491 cm³      | 125 bhp (92 kW)      |                                              |
| 14/75            | 1927–1929  | 6 / ohv                  | 1870 cm³      |                      |                                              |
| Silver Eagle SA  | 1930       | 6 / ohv                  | 2148 cm³      | 72 bhp (53 kW)       | Alvis Silver Eagle                           |
| Silver Eagle SD  | 1930       | 6 / ohv                  | 1991 cm³      |                      |                                              |
| Silver Eagle SE  | 1931       | 6 / ohv                  | 1991 cm³      |                      |                                              |
| Silver Eagle TB  | 1931       | 6 / ohv                  | 2148 cm³      |                      |                                              |
| Silver Eagle SF  | 1934–1935  | 6 / ohv                  | 2148 cm³      |                      | Silver Eagle                                 |
| Silver Eagle SG  | 1935–1936  | 6 / ohv                  | 2362 cm³      | 66 bhp (48,5 kW)     | Silver Eagle SG                              |
| Crested Eagle TD | 1933–1935  | 6 / ohv                  | 2511 cm³      |                      | Crested Eagle TD                             |
| Crested Eagle TE | 1933–1935  | 6 / ohv                  | 2148–2511 cm³ |                      |                                              |
| Crested Eagle TF | 1936       | 6 / ohv                  | 2762 cm³      | 77 bhp (56,6 kW)     |                                              |
| Crested Eagle TK | 1936       | 6 / ohv                  | 2762 cm³      | 77 bhp (56,6 kW)     |                                              |
| Crested Eagle TJ | 1937–1939  | 6 / ohv                  | 2762 cm³      | 77 bhp (56,6 kW)     |                                              |
| Crested Eagle TK | 1937–1939  | 6 / ohv                  | 2762 cm³      | 77 bhp (56,6 kW)     |                                              |
| Crested Eagle TA | 1937       | 6 / ohv                  | 3571 cm³      | 106 bhp (78 kW)      |                                              |
| Crested Eagle TB | 1937       | 6 / ohv                  | 3571 cm³      | 106 bhp (78 kW)      |                                              |
| Crested Eagle TC | 1938–1940  | 6 / ohv                  | 3571 cm³      | 106 bhp (78 kW)      |                                              |
| Crested Eagle TD | 1938–1939  | 6 / ohv                  | 3571 cm³      | 106 bhp (78 kW)      |                                              |
| Silver Crest TF  | 1936–1940  | 6 / ohv                  | 2362 cm³      | 68 bhp (50 kW)       |                                              |
| Silver Crest TH  | 1937–1940  | 6 / ohv                  | 2762 cm³      | 95 bhp (70 kW)       |                                              |
| Speed 20 SA      | 1932–1933  | 6 / ohv                  | 2511 cm³      | 87 bhp (64 kW)       | Speed 20 SA                                  |
| Speed 20 SB      | 1933–1935  | 6 / ohv                  | 2511 cm³      | 87 bhp (64 kW)       | Speed 20 SB                                  |
| Speed 20 SC      | 1935       | 6 / ohv                  | 2762 cm³      | 87 bhp (64 kW)       |                                              |
| Speed 20 SD      | 1935–1936  | 6 / ohv                  | 2762 cm³      | 87 bhp (64 kW)       | Speed 20 SD                                  |
| 3½ litre         | 1935–1936  | 6 / ohv                  | 3571 cm³      | 102 bhp (75 kW)      | Alvis 3½ litre Cabrio (1935)                 |
| Speed 25 SB      | 1936–1938  | 6 / ohv                  | 3571 cm³      | 106 bhp (78 kW)      | 1937 Alvis Speed 25                          |
| Speed 25 SC      | 1938–1940  | 6 / ohv                  | 3571 cm³      | 106 bhp (78 kW)      | 1938 Alvis Speed 25                          |
| 4.3 litre        | 1937–1940  | 6 / ohv                  | 4387 cm³      | 137 bhp (101 kW)     | Alvis 4.3 litre Saloon                       |

### Modelli 1945–1967
| Modello | Produzione | Cilindri / distribuzione | Cilindrata | Potenza                | Immagine                          |
| ------- | ---------- | ------------------------ | ---------- | ---------------------- | --------------------------------- |
| TA 14   | 1945–1950  | 4 / ohv                  | 1892 cm³   | 65 bhp (48 kW)         | Alvis TC 14 (1948)                |
| TB 14   | 1950       | 4 / ohv                  | 1892 cm³   | 68 bhp (50 kW)         | Alvis TB 14, Bj. 1949             |
| TA 21   | 1950–1953  | 6 / ohv                  | 2993 cm³   | 83–93 bhp (61–67,6 kW) | 1953 Alvis TA 21 DHC              |
| TB 21   | 1950–1953  | 6 / ohv                  | 2993 cm³   | 95 bhp (70 kW)         | Alvis TB 21 Roadster              |
| TC 21   | 1953–1956  | 6 / ohv                  | 2993 cm³   | 100 bhp (74 kW)        | Alvis TC 21 Drophead Coupe (1954) |
| TC 108G | 1955–1958  | 6 / ohv                  | 2993 cm³   | 104 bhp (76,5 kW)      | Alvis TC 108/G (1955)             |
| TD 21   | 1958–1963  | 6 / ohv                  | 2993 cm³   | 115 bhp (84,5 kW)      | Alvis TD21 Cabrio                 |
| TE 21   | 1963–1965  | 6 / ohv                  | 2993 cm³   | 130 bhp (95,5 kW)      | Alvis 1965 TE21 Saloon            |
| TF 21   | 1965–1967  | 6 / ohv                  | 2993 cm³   | 150 bhp (110 kW)       | Alvis TF21 Cabriolet              |

## Modelli da competizione

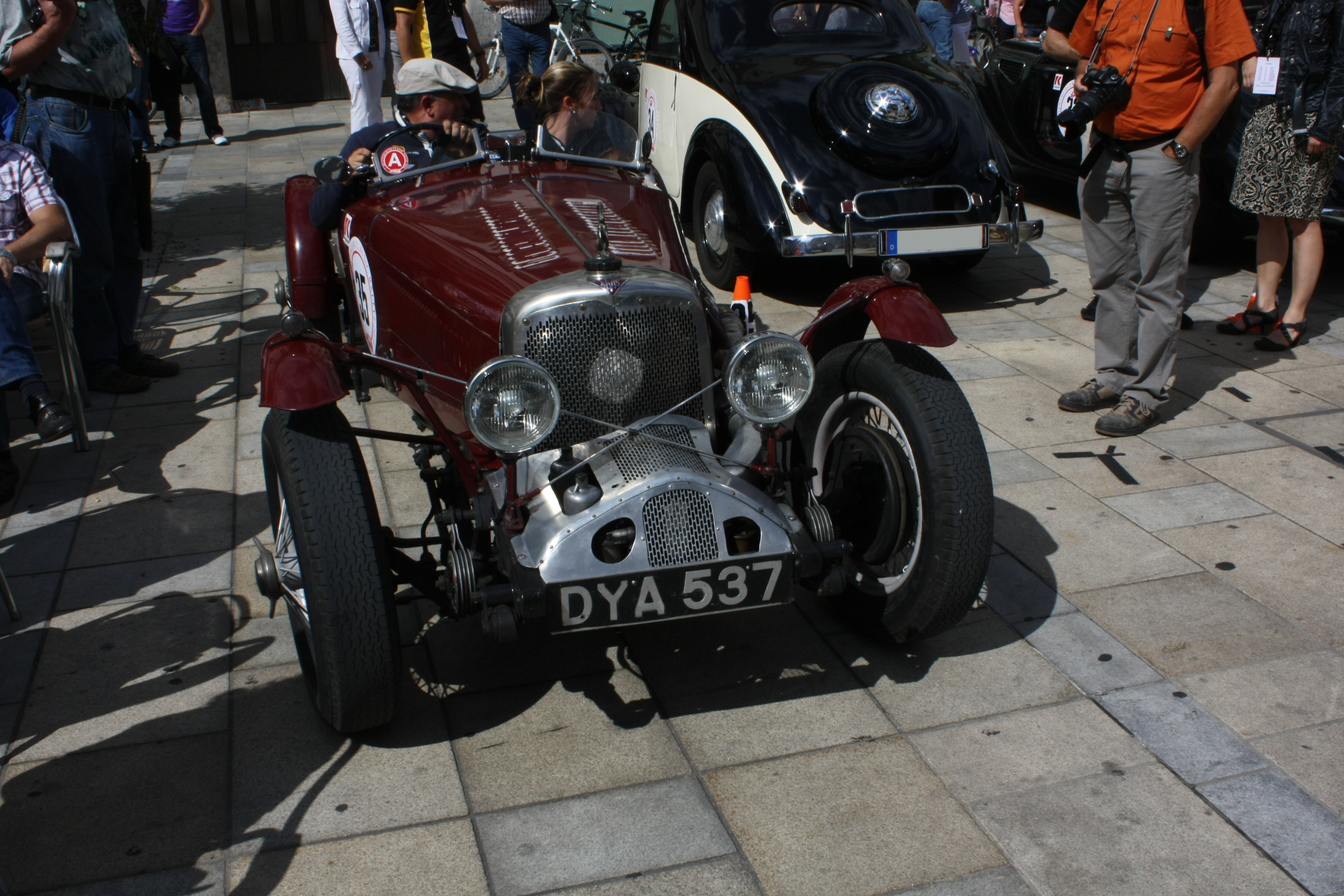
Una Alvis 12/70 da competizione

Le case automobilistiche britanniche protagoniste delle più importanti competizioni automobilistiche organizzate dal 1920 al 1930 furono tre, la Alvis, la Bentley e la Sunbeam. Le vetture Alvis e Sunbeam erano gli unici modelli britannici ad avere le specifiche per poter partecipare ai Gran Premi. Di queste, le Alvis erano le uniche caratterizzate da trazione anteriore e sospensioni completamente indipendenti.
La Alvis fu pioniere della trazione anteriore nell'automobilismo. La prima vettura a trazione anteriore ad aver partecipato a una competizione automobilistica fu progettata da Walter Christie e partecipò nel 1906 alla Coppa Vanderbilt. La successiva auto da competizione a trazione anteriore fu una Alvis 12/50 sovralimentata progettata da George Thomas Smith-Clarke e da William Dunn, che partecipò nel 1925 alla Kop Hill Climb.

## Motori aeronautici

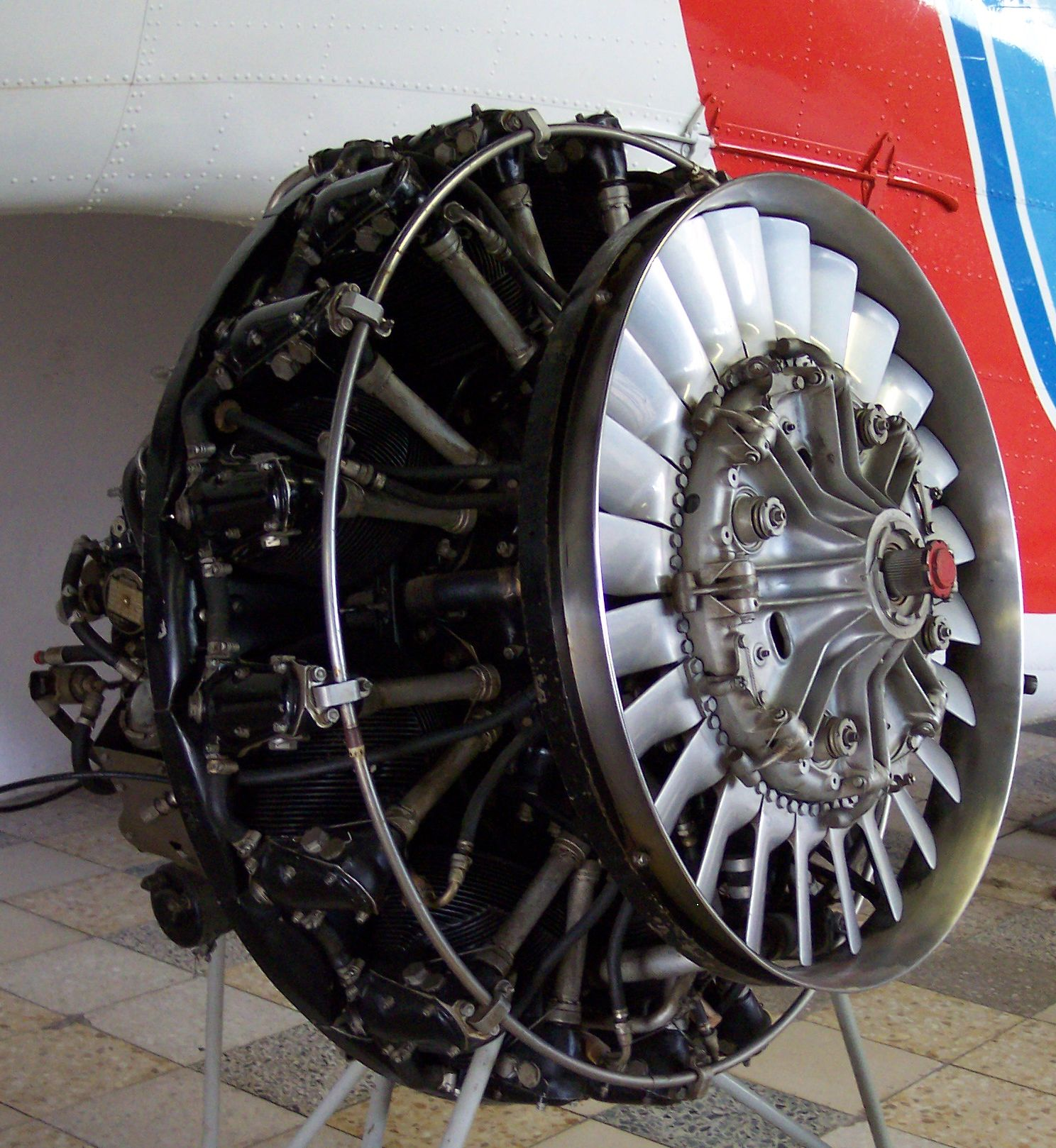
Un Alvis Leonides Mk.173, che fu installato su elicotteri della Bristol Sycamore

I primi motori aeronautici Alvis erano dei Gnome-Rhone radiali prodotti su licenza. Il primo motore aeronautico progettato e costruito interamente dalla Alvis fu un 14 cilindri radiale che venne realizzato nel 1936. Lo sviluppo e la costruzione dei motori aeronautici Alvis (Pelides Major, Alcides, Alcides Major e Maeonides Major) fu temporaneamente sospesa durante la seconda guerra mondiale. Il Leonides, un piccolo 9 cilindri radiale, fu l'unico ad essere sviluppato anche durante la seconda guerra mondiale. Venne utilizzato su aerei e elicotteri fino al termine della sua produzione, che avvenne nel 1966. Nel 1952 la Alvis tornò a produrre nuovi motori aeronautici a 14 cilindri radiali grazie allo sviluppo del Leonides Major

## Produzione di mezzi corazzati

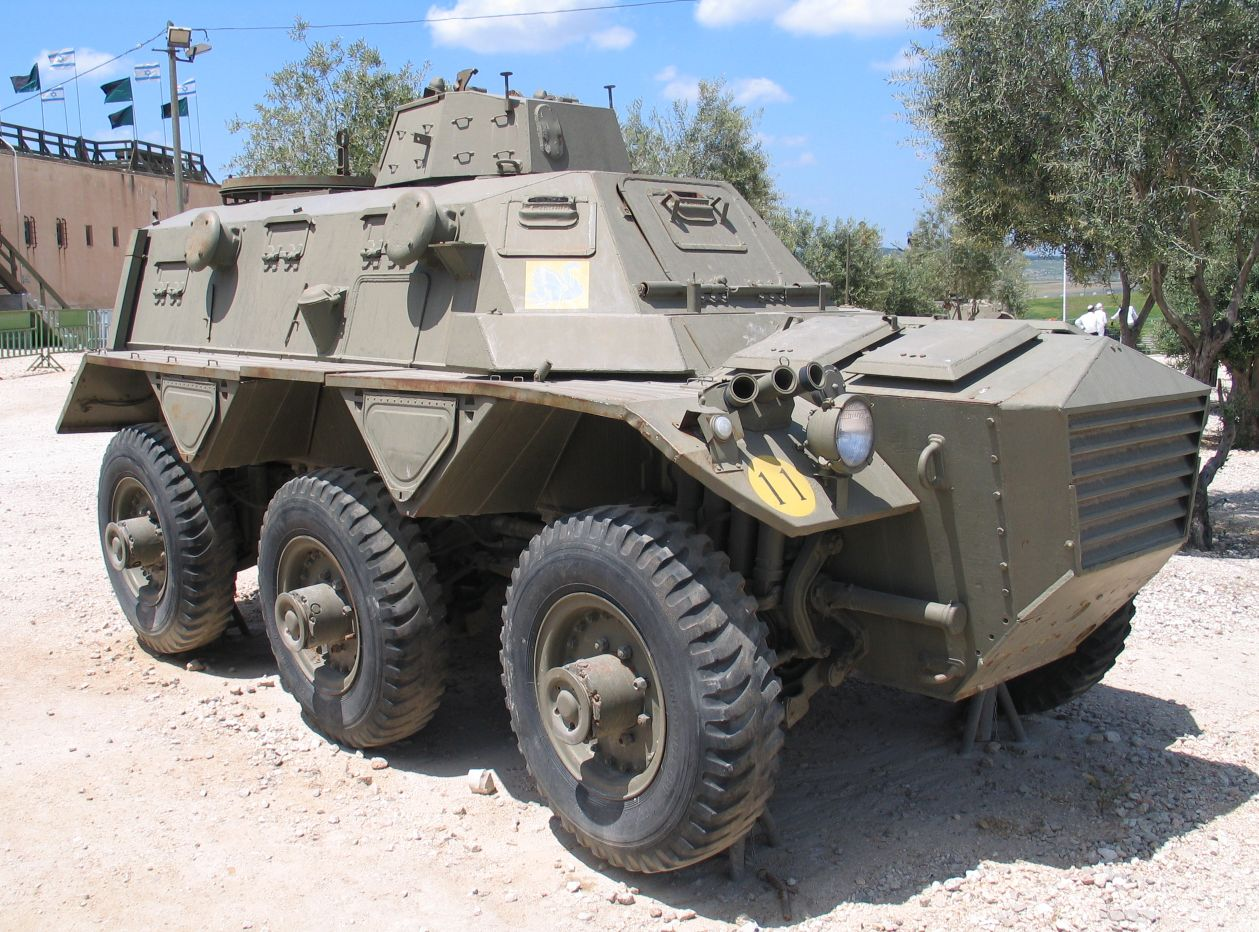
Un Alvis Saracen

La produzione di mezzi militari corazzati Alvis iniziò nel 1936 grazie al progettista ungherese Nicholas Straussler; per realizzarli venne creata una joint venture, la Alvis-Straussler, che ebbe vita breve venendo poi assorbita dalla Alvis. I primi modelli corazzati prodotti furono l'Alvis Straussler AC1 e l'Alvis Straussler AC2, che rimasero allo stadio di prototipo. L'Alvis Straussler AC3, realizzato nel 1937, si basava sull'AC2. Dell'AC3 ne vennero prodotti ventisette esemplari, di cui dodici furono venduti alla Royal Air Force, tre all'Esercito portoghese e dodici al Reale esercito delle Indie orientali olandesi. L'AC2 fu in seguito usato come base per la realizzazione del 39M Csaba del Regio esercito ungherese, che fu utilizzato durante la seconda guerra mondiale.
Dopo la seconda guerra mondiale la Alvis progettò e produsse alcune serie di mezzi corazzati a sei ruote come il trasporto blindato truppe Alvis Saracen, l'autoblindo Alvis Saladin e il carro armato leggero FV101 Scorpion. Altri veicoli militari prodotti dalla Alvis dopo la guerra furono l'FV604 Regimental Command Vehicle e l'FV610 Armoured Command Post. Venne anche prodotto l'Alvis Salamander, che fu utilizzato come veicolo antincendio corazzato negli aeroporti. Il Salamander venne poi usato come base per il mezzo corazzato anfibio Alvis Stalwart, mentre l'FV611 fu anche utilizzato come ambulanza corazzata. Degli anni sessanta del XX secolo sono anche i veicoli corazzati della famiglia CVR(T) FV102 Striker, FV103 Spartan, FV104 Samaritan, FV105 Sultan, FV106 Samson, FV107 Scimitar, FV4333 Stormer e l'Alvis Streaker. Il nome Alvis cessò definitivamente di essere utilizzato, per quanto riguarda la produzione bellica, solamente nel 2004, quando la divisione aziendale è stata acquisita dalla BAE Systems Land Systems.